# Charles-Paul d'Albert
Charles Marie Paul André d'Albert de Luynes (16 octobre 1783 - 20 mars 1839), septième duc de Luynes et de  duc de Chevreuse, fut pair de France de 1814 à 1830. 

## Biographie
Il est le fils de Louis-Joseph-Charles-Amable d'Albert de Luynes (1748-1807), sixième duc de Luynes et de Chevreuse, colonel général des Dragons, et de Guionne Joséphine Elisabeth de Montmorency-Laval (1755-1830), dame du palais de la reine Marie-Antoinette. 
Il épouse le 24 février 1800 Françoise Marie Félicité Ermesinde Raymonde de Narbonne-Pelet (1785-1813), dame du palais de l'impératrice Joséphine décédée prématurément à Lyon à 28 ans en 1813, parmi ces enfants nous pouvons citer Honoré Théodoric d'Albert de Luynes, huitième duc de Luynes et de Chevreuse (1802-1867).
Il devient membre de la Chambre des pairs sous la Première Restauration, de 1814 à 1815, puis de nouveau de 1815 à 1817, puis duc-pair de France de 1817 à 1830, sous la Seconde Restauration.

## Sources
- Adolphe Robert et Gaston Cougny, Dictionnaire des parlementaires français, Edgar Bourloton, 1889-1891 [détail de l’édition]
- (it) Pierre Paul Dubuisson, Armorial des principales maisons et familles du royaume, de Paris et de l'Île de France, Milan, Edizioni Orsini de Marco, 1757 (réimpr. 2007) (ISBN 978-88-7531-088-2)